# Estipe (micologia)

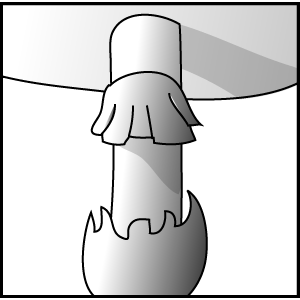
Diagrama do estipe de um basidiomiceto com anel e volva.

Em micologia, designa-se estipe a estrutura semelhante a um caule que suporta o píleo de um cogumelo. Como todos os tecidos de um cogumelo com excepção do himénio, o estipe é composto por tecido hifal estéril. Porém, muitas vezes o himénio estende-se para baixo ao longo do estipe. Os fungos com estipe dizem-se estipitados.
Considera-se que o benefício evolutivo do estipe consiste na mediação da dispersão de esporos. Um cogumelo elevado liberta mais facilmente os seus esporos nas correntes de ar ou sobre animais que passam. Contudo, muitos fungos não têm estipe, incluindo: Pezizaceae, Geastraceae, alguns poliporos, Heterobasidiomycetes, Claviceps e carvões.
Sucede muitas vezes que as características do estipe são necessárias à identificação positiva de um cogumelo. Tais características distintivas incluem:
1. A textura do estipe (fibrosa, frágil, firme, etc.)
2. Se tem restos do véu parcial (como um anel ou cortina) ou do véu universal (volva).
3. Se os estipes de muitos cogumelos se fundem ou não na base.
4. A forma e tamanho gerais.
5. Se o estipe se estende sob o solo numa estrutura radicular (rizoma).

Quando se procede à colheita de cogumelos para identificação é crítico que se mantenham todos estes caracteres escavando o 
cogumelo do solo, em vez de o cortar pelo estipe.
- Este artigo foi inicialmente traduzido, total ou parcialmente, do artigo da Wikipédia em inglês cujo título é «Stipe (mycology)», especificamente desta versão.